# Vít Lederer
Vít Lederer (* 11. dubna 1976 Frýdek-Místek) je někdejší český lední hokejista a pozdější čárový rozhodčí v tomto sportu.

## Život
S ledním hokejem začal ve svém rodném městě. V dorosteneckém věku přestoupil do HC Kopřivnice, kde se jeho spoluhráči v této věkové kategorii stali Václav Varaďa či Pavel Kubina, pozdější několikanásobní mistři světa mezi muži a hráči severoamerické National Hockey League (NHL). Lederer se následně vrátil zpět do Frýdku-Místku a hrál za tamní hokejový klub Po absolvování povinné vojenské služby pomalu ukončoval svou hráčskou kariéru a uvažoval o místě rozhodčího. Absolvoval speciální kurz a protože s ním byli jeho nadřízení spokojení, dostal v roce 2001 prvně důvěru řídit zápas české Extraligy, tedy nejvyšší soutěže v zemi. V této soutěž například řídil zápas mezi Zlínem a pražskou Spartou, v němž hlavní rozhodčí udělili rekordních 439 trestných minut, nebo soudcoval nejdelší extraligový zápas, a sice mezi Českými Budějovicemi a Vítkovicemi, v němž padla rozhodující branka ve 114. minutě. Dne 6. května 2014 získal na galavečeru české nejvyšší soutěže, na němž jsou vyhlašovány ocenění za uplynulý soutěžní ročník, ocenění pro nejlepšího rozhodčího sezóny 2013/2014. V témže roce poprvé rozhodoval zápasy mistrovství světa v ledním hokeji. Objevil se i na mistrovství světa juniorů v ledním hokeji 2020, které se konalo v České republice, na němž spolurozhodoval například závěrečné rozhodující klání o sestup do nižší výkonnostní kategorie mezi Německem a Kazachstánem (6:0).
Vedle sportovní činnosti pracuje na pozici ředitele české části společnosti Imet zabývající se prodejem ložisek či náhradních dílů určených hutím nebo strojírenským podnikům. Hlavní sídlo společnosti je ale na Slovensku, v Bratislavě.